# Scrupocellaria incurvata
Scrupocellaria incurvata är en mossdjursart som beskrevs av Campbell Easter Waters 1897. Scrupocellaria incurvata ingår i släktet Scrupocellaria och familjen Candidae. Inga underarter finns listade i Catalogue of Life.